# Episodi di Kenan & Kel (quarta stagione)
La quarta stagione della serie televisiva Kenan & Kel è stata trasmessa in anteprima negli Stati Uniti d'America dalla Nickelodeon tra il 7 agosto 1999 e il 15 luglio 2020.
| nº | Titolo originale                        | Titolo italiano | Prima TV USA      | Prima TV Italia |
| -- | --------------------------------------- | --------------- | ----------------- | --------------- |
| 1  | Corporate Kenan                         |                 | 7 agosto 1999     |                 |
| 2  | The Honeymoon's Over                    |                 | 7 agosto 1999     |                 |
| 3  | Girl-Watchers                           |                 | 14 agosto 1999    |                 |
| 4  | Car Trouble                             |                 | 21 agosto 1999    |                 |
| 5  | Three Girls, a Guy and a Cineplex       |                 | 28 agosto 1999    |                 |
| 6  | Natural Born Kenan                      |                 | 11 settembre 1999 |                 |
| 7  | The Graduates                           |                 | 9 ottobre 1999    |                 |
| 8  | Aww, Here It Goes to Hollywood (Part 1) |                 | 25 settembre 1999 |                 |
| 9  | Aww, Here It Goes to Hollywood (Part 2) |                 | 25 settembre 1999 |                 |
| 10 | Oh, Brother                             |                 | 27 ottobre 1999   |                 |
| 11 | Futurama                                |                 | 31 dicembre 1999  |                 |
| 12 | The April Fools                         |                 | 1º aprile 2000    |                 |
| 13 | Tales from the Clip                     |                 | 3 maggio 2000     |                 |
| 14 | Two Heads Are Better Than None          |                 | 15 luglio 2020    |                 |
| 15 | Two Heads Are Better Than None          |                 | 15 luglio 2020    |                 |
| 16 | Two Heads Are Better Than None          |                 | 15 luglio 2020    |                 |